# Інститут експериментальної біології ім. Марцелія Ненцького Польської академії наук
Інститут експериментальної біології імені Марцелія Ненцького Польської академії наук (пол. Instytut Biologii Doświadczalnej im. Marcelego Nenckiego Polskiej Akademii Nauk) — польська науково-дослідна організація, що входить до складу Польської академії наук зі штаб-квартирою у Варшаві, Польща. Заснована у 1918 році, вона названий на честь польського біохіміка і медика Марцелія Ненцького. Це провідна установа в країні в галузі нейробіології, молекулярної біології та біохімії.

## Структура
- Відділ клітинної біології
- Відділ біохімії
- Відділ молекулярної та клітинної нейробіології
- Відділ нейрофізіології
- Центр нейробіології

Інститут також має сучасну цитометричну лабораторію, зоопарк, центр електронної мікроскопії, лабораторію інформатики та невелику бібліотеку на території Інституту.
Відділи були закриті у 2018 році, об'єднавши всі лабораторії разом.

## Видатні академіки
- Лешек Качмарек